# Люди, пов'язані з Білою Церквою
Люди, які народились або тривалий час жили та працювали у Білій Церкві:

## А
- Абашев-Константиновський Авраам Львович — радянський психіатр, доктор медичних наук.

## Б
- Бабич Юрій Іванович — український архітектор;
- Балишов Андрій Геннадійович (1991—2015) — старший солдат Збройних сил України, учасник російсько-української війни.
- Бараненко Людмила Кімівна — заслужений вчитель України[1]
- Білогур Галина Станіславіна — заслужений працівник культури України[2].
- Богдан Хмельницький — Творець і Гетьман Української козацької держави, можновладець гербу Абданк, (27 грудня 1595 (6 січня 1596) — 27 липня (6 серпня) 1657) — політик, полководець і дипломат, провідник Національно-визвольних змагань 1648—1657 років. В місті йому споруджений памятник.
- Борщаговський Олександр Михайлович — російський театрознавець і письменник;
- Владислав Міхал Браницький (1848—1914) — граф, промисловець, добився дозволу та надав значні кошти на спорудження костелу святого Миколая у Києві, тут народився;
- Браницький Францішек Ксаверій — польський державний діяч, великий гетьман коронний Польщі, тут похований;
- Бриль Пилип Йосипович — український джазовий піаніст, аранжувальник і композитор;
- Бронштейн Давид Іонович — радянський шахіст, гросмейстер, дворазовий чемпіон СРСР, претендент на звання чемпіону світу з шахів у 1951 р.;
- Бурденюк Антон Федорович — український науковець-ветеринар, хірург, доктор ветеринарних наук;
- Бурденюк-Тарасевич Лариса Антонівна — українська науковиця-рослинниця, селекціонер, доктор сільськогосподарських наук;
- Буховецький Савелій Григорович — український оперний і концертний співак.

## В
- Вавилов Микола Іванович — радянський ботанік, генетик, географ, академік;
- Вайнштейн Йосип Володимирович — радянський, канадський джазовий музикант, керівник біг-бенду, аранжувальник, диригент;
- Вишневецький Дмитро Юрій — польський аристократ гербу Корибут, князь;
- Вул Бенціон Мойсейович — радянський фізик, академік.

## Г
- Гай Анатолій  — український письменник. член Національної спілки письменників України;
- Гиря Іван — український військовий діяч, сподвижник Б. Хмельницького;
- Грінфельд Йона — член Української Центральної Ради;
- Громика Михайло — активний учасник визвольної війни 1648—1658
- Гудима Андрій Дмитрович — український поет, кандидат сільськогосподарських наук, доцент Білоцерківського державного аграрного університету.
- Ґудмен Бенні — американський джазмен, кларнетист, керівник оркестру.

## Д
- Деслав Євген — французький та іспанський кінорежисер;
- Дмитренко Олександр Федорович — художник, член Національної спілки художників України, джазовий музикант (контрабас, гітара, керівник ансамблів;
- Лука Долинський — український художник-монументаліст та іконописець, випускник Віденської академії образотворчих мистецтв;
- Дорошенко Григорій Дорофійович — український військовий та політичний діяч часів Руїни, наказний гетьман 1668 року;
- Дроздов Степан Леонтійович — краєзнавець, знавець музейної справи.
- Дядькін Йосип Гецелевич (1928—2015) — радянський і російський правозахисник.
- Дячун Теодор Григорович — комбатант УПА

## Е
- Еразм Ізопольський — письменник, фольклорист, етнограф, священик у Білій Церкві.

## Є
- Євтушенко Віктор Арсенійович — письменник, поет-гуморист, прозаїк, громадський діяч, член Національної Спілки письменників України, заслужений артист естрадного мистецтва України.

## З
- Забігайло Костянтин Семенович — український правознавець та дипломат. Доктор юридичних наук (1965), Професор (1967).
- Закусило Валерій Васильович (1987—2020) — старший солдат Збройних сил України, учасник російсько-української війни.
- Запорожець Петро Кузьмич — український і російський революціонер.
- Зваричук Іван Федорович — військовий і громадський діяч, ад'ютант Генерального штабу Армії УНР, сотник Армії УНР.

## І
- Іванців Володимир Опанасович — український поет, перекладач, критик
- Ісидір Гільберг  — доктор філософії, ректор Чернівецького університету.

## К
- Касавіна Олена Борисівна (* 1952) — радянський і український художник, режисер-мультиплікатор
- Кириленко Микола Овер'янович — Герой Радянського Союзу
- Коваленко Ірина (* 1986) — українська легкоатлетка-стрибунка у висоту; майстер спорту міжнародного класу. Чемпіонка світу серед дівчат і серед юніорок; чемпіонка України.
- Коваленко Леонід Антонович — український історик;
- Крижанівський Ілля Петрович — радянський військовик, Капітан, начальник штабу 49 гаубичного артилерійського полку 49-ї танкової дивізії;
- Кулинич Ольга (* 2000) — українська професійна велосипедистка, майстер спорту України міжнародного класу.
- Курбас Лесь — український режисер-новатор.

## Л
- Левицький Модест Пилипович — український письменник, педагог, дипломат, лікар;
- Линник Юрій Володимирович — радянський математик, академік;
- Лисенко Трохим Денисович — радянський біолог, академік, кавалер восьми орденів Леніна, тричі лауреат Сталінської премії;
- Любомирський Станіслав — князь Священної Римської імперії.

## М
- Макаров Владислав Романович (1997—2017) — солдат Збройних сил України, учасник російсько-української війни.
- Мартинова Світлана Андріївна — заслужена актриса України;
- Мартиненко Ірина Володимирівна (* 1978) — українська науковиця-психолог. Доктор психологічних наук; професор.
- Медведь Олександр Васильович — триразовий олімпійський чемпіон з вільної боротьби;
- Міняйло Віктор Олександрович — український письменник, член Національної спілки письменників України.

## Н
- Невінчана Галина Вікторівна — українська письменниця, художниця, журналістка, громадська діячка;
- Нечуй-Левицький Іван Семенович — український прозаїк, перекладач.

## О
- Острозький Януш-Іван — магнат литовсько-польсько-руського походження, військовий та державний діяч Речі Посполитої, засновник «Острозького майорату (ординації)».

## П
- Павличенко Людмила Михайлівна — радянська снайперка часів Другої світової війни, Герой Радянського Союзу;
- Палій-Сидорянський Михайло — полковник Армії УНР;
- Паустовський Костянтин Георгійович — радянський письменник;
- Повалій Таїсія Миколаївна — українська співачка, народна артистка України, депутат Верховної ради України;
- Попова Алла Борисівна — Народна артистка України;
- Попович Павло Романович — радянський льотчик-космонавт № 4, перший український космонавт і перший космонавт-українець, генерал-майор авіації, двічі Герой Радянського Союзу;
- Потоцький Якуб — польський шляхтич, військовий та державний діяч Речі Посполитої;
- Семен Пронський — князь, військовий і державний діяч українських земель ВКЛ.
- Володимир Проценко (літературний псевдонім Володимир Чорномор) — український письменник, поет, публіцист, прозаїк, краєзнавець; член НСПУ, заслужений діяч мистецтв України, громадський і політичний діяч Севастополя.

## С
- Сломчинський Павло Павлович — радянський політичний і державний діяч, один із засновників більшовицького підпілля у Білій Церкві;
- Снігур Євгенія Валеріївна (* 1984) — українська легкоатлетка-бігунка з бар'єрами — 60 і 100 метрів. Майстер спорту України міжнародного класу.
- Стеценко Кирило Григорович — український композитор, хоровий диригент і музично-громадський діяч.

## Ф
- Фрей Ігор Станіславович — фінський актор українського походження, режисер і викладач.

## Х
- Хоменко Олег Борисович — український письменник і журналіст.

## Ч
- Чалий Михайло Корнійович — український педагог і громадсько-культурний діяч, біограф Т. Г. Шевченка;
- Чернецький Євген Анатолійович — український генеалог, краєзнавець, геральдист, кандидат історичних наук.
- Чернявська Світлана Павлівна — важкоатлетка, майстер спорту України міжнародного класу.
- Чоп Сергій Миколайович (1968—2014) — старший солдат Збройних сил України, учасник російсько-української війни.
- Чумак Дмитро Сергійович (1985—2015) — солдат Збройних сил України, учасник російсько-української війни 2014—2017.

## Ш
- Шолом-Алейхем — класик єврейської літератури.
- Штейнберґ Яаков (1887—1947) — письменник, поет, драматург, який писав свої твори мовами іврит та ідиш.

## Щ
Щербань Оксана Володимирівна-українська письменниця,видавчиня книжок,член спілки письменників України 

## Я
- Яблоновський Станіслав Вінцентій — князь Священної Римської імперії, державний діяч Речі Посполитої (сенатор), військовик, поет, меценат;
- Ян Каєтан Яблоновський — князь Священної Римської імперії, державний діяч Речі Посполитої (сенатор), військовик, поет, меценат;
- Станіслав-Ян Яблоновський — польський державний і військовий діяч;
- Ян-Станіслав Яблоновський — державний діяч Речі Посполитої, письменник-мораліст, оратор, меценат;
- Яциневич Яків Михайлович — український композитор, хоровий диригент і фольклорист.